# Granit Lekaj
Granit Lekaj (* 23. Februar 1990 in Pristina, SFR Jugoslawien) ist ein schweizerisch-kosovarischer Fussballspieler.

## Karriere
Granit Lekaj spielte als Junior beim FC Pfäffikon, wechselte aber noch in seiner Jugend zum FC Winterthur wo er ab der Saison 2008/09 für zwei Saisons in der zweiten Mannschaft spielte. Im Oktober 2010 feierte Lekaj sein Debüt in der ersten Mannschaft beim 2:1-Sieg gegen den FC Lugano. Nach neun Spieleinsätzen wechselte Lekaj 2011 zum FC Wil. 2015 wechselte er zum FC Schaffhausen. Nach zwei Saisons kehrte er zu den Wilern zurück. Er wechselte 2018 zum FC Winterthur, wo er zuletzt auch Captain war. Im Februar 2022 verlängerte Lekaj seinen Vertrag auf ein weiteres Jahr. Mit den Winterthurern stieg Lekaj als Captain am Ende der Saison 2021/22 in die höchste Schweizer Liga auf. Im April 2023 brach sich Lekaj den Fuss und musste in der Folge für den Rest der Saison 2022/23 aussetzen. Zur Rückrunde der Saison 2024/25 musste er unter dem neuen Trainer Uli Forte sein Amt als Captain an Remo Arnold abgeben. Im Mai 2025 gab er schliesslich bekannt, dass er den Verein nach acht Jahren verlassen wird. Zur Saison 2025/26 wechselte er zum SC YF Juventus.